# طائف
طائف (عربی: اَلطَّائِفُ به معنی جایی که گِرد آن چرخیده شده، محل محصور) یک شهر و شهرستان در استان مکه در عربستان سعودی است. واقع در ارتفاع ۱٬۸۷۹ متر (۶٬۱۶۵ فوت) در دامنه‌های کوه‌های حجاز، که خود بخشی از کوه‌های سروات هستند، این شهر دارای جمعیت تخمینی ۶۸۸۶۹۳ نفر در سال ۲۰۲۰ است که آن را به ششمین شهر پرجمعیت عربستان سعودی تبدیل می‌کند.
این شهر در عربستان پیش از اسلام مقر لات خدای اعراب بت‌پرست بود و امروزه به واسطه قرار داشتن آرامگاه عبدالله بن عباس و دو فرزند محمد بن عبدالله در آن مکانی مورد احترام برای مسلمانان است. معاهده طائف در سال ۱۹۳۴ که به جنگ عربستان و یمن پایان داد، در این شهر به امضاء رسید. این شهر اصلی‌ترین تفریح‌گاه تابستانی کشور است و خانواده سلطنتی سعودی به‌طور سنتی در گرم‌ترین ماه‌های سال به آن کوچ می‌کنند. طائف در مرکز یک ناحیه کشاورزی قرار گرفته که انگور و عسل آن معروف است. این عقیده وجود دارد که در قرآن ۴۳:۳۱ به طائف به‌طور غیرمستقیم اشاره شده‌است. این شهر در اوایل قرن هفتم مورد بازدید پیامبر اسلام، محمد، قرار گرفت و قبیله بنی ثقیف در آن سکونت داشتند و تا به امروز نیز فرزندان آنها در این محل ساکن هستند. این شهر به عنوان بخشی از حجاز، در طول تاریخ خود شاهد انتقال قدرت بسیاری بوده‌است که آخرین آن در زمان فتح حجاز توسط عربستان در سال ۱۹۲۵ بوده‌است.
این شهر پایتخت تابستانی غیررسمی عربستان سعودی نامیده می‌شود و همچنین به عنوان بهترین مقصد تابستانی در عربستان سعودی نامیده می‌شود زیرا برخلاف اکثر مناطق شبه‌جزیره عربستان از آب و هوای معتدلی در تابستان برخوردار است. این شهر محبوبیت خود را در بین گردشگران مدیون استراحتگاه‌های کوهستانی زیاد و آب و هوای معتدل، حتی در تابستان‌های سخت عربستان است. این شهر از طریق بزرگراه ۱۵ (جاده طائف- الهدا) به شهر تفریحی الهدا در نزدیکی آن متصل است. طائف از بقیه مناطق حجاز متمایز است زیرا شهری است که نقش فعالی در تولیدات کشاورزی عربستان دارد و مرکز یک منطقه کشاورزی است که به دلیل کشت انگور، انار، انجیر، گل سرخ و عسل شناخته شده‌است. طائف همچنین در تولید عطر سنتی بسیار فعال است و در محلی به شهر گل سرخ معروف است (عربی: مدینة الورود به زبان). طائف همچنین میزبان بازار عکاظ تاریخی است
شهرستان طائف به ۱۵ بخش تقسیم شده‌است که مرکز آن طائف است. اداره خود شهر توسط ۵ شهرداری به نام‌های طائف شمالی، طائف غربی، طائف شرقی، طائف جنوبی و طائف جدید انجام می‌شود. طائف توسط فرودگاه منطقه ای طائف خدمات رسانی می‌شود و یک فرودگاه بین‌المللی جدید برنامه‌ریزی شده‌است تا در سال ۲۰۲۰ افتتاح شود.

## نام
شهر طائف نیز مانند بسیاری از شهرهای منطقه حجاز نامی قدیمی داشت. نام کهن این شهر وَجّ بود. این نام دره وج نیز بوده‌است که دره‌ای مهم در تاریخ عربی و اسلامی است.
ریشه‌شناسی نام فعلی شهر طائف (عربی: اَلطَّائِفُ)) از ریشه عربی ط و ف می‌آید که می‌تواند به گردنده، سرگردان، یا دورزننده ترجمه شود. که مورد اخیر اساس کلمه طواف است (عربی: طواف) که در لغت به گردش یا طواف ترجمه می‌شود و در زمینه طواف کعبه به کار می‌رود.
این نام را طائف به دلیل دیواری که قبیله بنی ثقیف در شهر ساخته بودند، نامگذاری کردند. به‌طور خلاصه، شهر طائف در لغت به معنای شهر دورگرفته یا محصور است.

## تاریخ
در سده ششم پس از میلاد، شهر طائف تحت سلطه قبیله ثقیف بود که امروزه نیز در شهر طائف و اطراف آن زندگی می‌کنند. گفته شده‌است که قبایل یهودی که توسط مسیحیان اتیوپیایی در جنگ‌های پادشاهی حمیر آواره شده بودند در نزدیکی طائف ساکن شدند. شهر محصور، یک مرکز مذهبی بود زیرا بت الهه لات را در خود جای داده بود که در آن زمان به عنوان «بانوی طائف» شناخته می‌شد. آب و هوای آن شهر را از همسایگان خشک و بایر خود که به دریای سرخ نزدیک تر بودند، جدا می‌ساخت. در پیرامون طائف گندم، انگور و میوه می‌روید و این گونه بود که شهر لقب «باغ حجاز» را به خود اختصاص داد. طائف و مکه هر دو زیارتگاه بودند. موقعیت طائف از خود مکه خوش‌تر بود و مردم طائف با مردم مکه دادوستدهای نزدیک داشتند. مردم طائف در کنار بازرگانی به کشاورزی و تولید میوه نیز می‌پرداختند.
در اوایل سده هفتم میلادی، محمد که در مکه به دنیا آمد، اسلام را برای ساکنان مکه و حجاز تبلیغ کرد و با مقاومت بسیاری از مردم آنجا و حتی در طائف مواجه شد. در سال ۶۳۰، نبرد حنین در حنین، نزدیک به شهر رخ داد. اندکی پس از آن، محاصره ناموفق طائف رخ داد. شهر توسط منجنیق‌های بنو داوس مورد حمله قرار گرفت، اما این حملات را دفع کرد. جنگ تبوک در سال ۶۳۱ طائف را کاملاً منزوی کرد، بنابراین افراد ثقیف برای مذاکره در مورد اسلام آوردن شهر مکه وارد مکه شدند. بت لات همراه با سایر نشانه‌های گذشته بت‌پرستی شهر ویران شد.
سپس شهر طائف بارها دست به دست گشت، اما بیشتر تحولات این درگیری‌ها بین مکه و مدینه صورت گرفت و طائف بر خلاف دو شهر مقدس اهمیت خود را از دست داد.

### تحت سلطه عثمانی
در ۱۷ ژوئیه ۱۵۱۷، شریف مکه به سلطان سلیم اول عثمانی تسلیم شد. به نشانه این امر، کلید شهرهای اسلامی مکه و مدینه را به او تسلیم کرد. به عنوان بخشی از حجاز، طائف نیز به عثمانی‌ها واگذار شد و این شهر برای سه سده دیگر در قلمرو عثمانی باقی ماند تا اینکه در سال ۱۸۰۲ توسط شورشیان متحد آل سعود بازپس گرفته شد. این نیروها سپس اقدام به تصرف مکه و مدینه کردند. امپراتوری عثمانی که خود را حافظ شهرهای مقدس می‌دانست، به شدت این فقدان را احساس کرد. سلطان عثمانی، محمود دوم، والی مصر، محمدعلی پاشا را فراخواند و او حمله به حجاز را آغاز و طائف را در سال ۱۸۱۳ دوباره فتح کرد.
در سال ۱۸۱۳، یوهان لودویگ بورکهارت، جهانگرد و خاورشناس سوئیسی از طائف بازدید کرد و گزارشی از شاهدان عینی از شهر را درست پس از بازپس‌گیری آن توسط محمد علی به جا گذاشت، که در حین حضور در آنجا چندین مصاحبه با وی انجام داد. بورکهارت گزارش داد که دیوار و خندق اطراف شهر توسط عثمان المدحیفه ساخته شده‌است. روی دیوارهای شهر سه دروازه و چندین برج وجود داشت که البته سست بودند و در بعضی جاها فقط ۴۵ سانتیمتر (۱۸ اینچ) پنها داشتند. بورکهارت اظهار داشت که این قلعه توسط شریف غالب بن مسعید ساخته شده‌است. وی به ویرانی شهر ناشی از فتح سال ۱۸۰۲ اشاره کرد. در زمان حضور او بیشتر ساختمان‌ها ویران بود و گور عبدالله بن عباس - پسر عموی محمد و جد عباسیان - به‌شدت آسیب دیده بود. وی همچنین نوشته‌است که جمعیت شهر همچنان اکثراً ثقیفی بودند. از نظر تجارت، این شهر یک جایگاه مهم برای دادوستد قهوه بود.

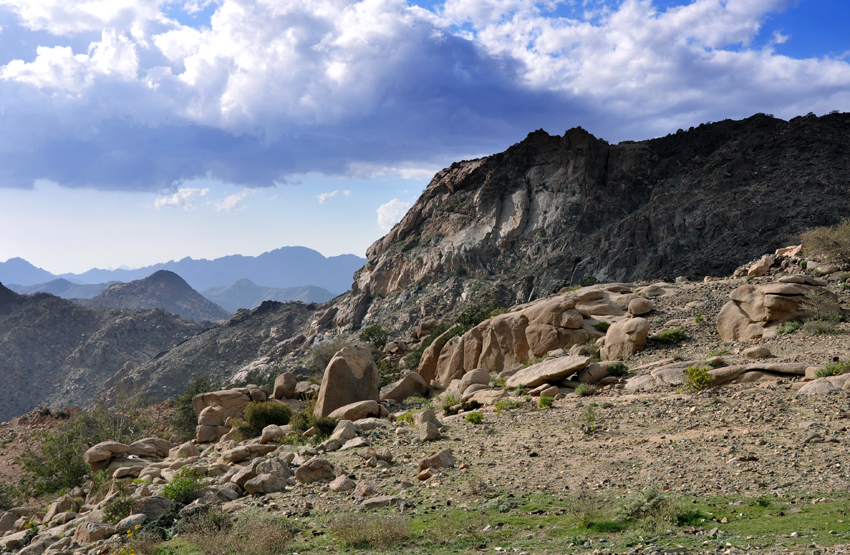
منظره ای از جنوب طائف

قلعه و پادگان نظامی در طائف توسط عثمانی‌ها در سال hükûmet konağı تعمیر شد. - عمارت برای تجارت دولتی - در سال ۱۸۶۹ ساخته شد و مدتی بعد یک اداره پست تأسیس شد.

### شورش اعراب

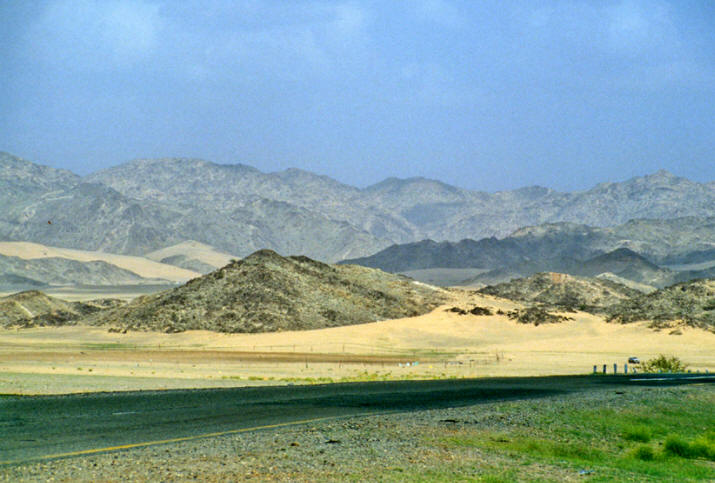
جاده طائف در پیش زمینه، با کوه‌های حجاز در پس زمینه

پیش از شورش اعراب، احمد بیگ فرمانده نیروهای عثمانی در طائف بود. او نیرویی متشکل از ۳۰۰۰ سرباز و ۱۰ عراده توپخانه کوهستانی را در اختیار خود داشت. غالب پاشا والی حجاز نیز در این شهر حضور داشت. در سال ۱۹۱۶، هاشمیان شورش خود را علیه امپراتوری عثمانی در مکه در ماه ژوئن آغاز کردند. آن شهر سقوط کرده بود و سپس در ماه ژوئیه عبدالله، پسر بزرگ رهبر هاشمی و شریف مکه حسین بن علی، با هفتاد نفر به طائف آمد. در حالی که فعالیت‌های او در این منطقه سوء ظن احمد بیگ را برانگیخت، غالب پاشا نیروی آنها را بسیار اندک دانسته و به آن بی‌توجه بود. عبدالله مخفیانه ارتش خود را به ۵۰۰۰ نفر رساند. سپس سیم‌های تلگراف شهر را قطع کرد و حمله کرد. تمامی حملات هاشمی به شهر توسط توپخانه‌های کوهستانی دفع شد و هر دو طرف در محاصره ای ناآرام قرار گرفتند. با این حال، اسلحه‌های هاشمی رفته رفته به طائف آورده شد و سپس شهر مدت کوتاه دیگری نیزی مقاومت کرد تا اینکه سرانجام در ۲۲ سپتامبر تسلیم شد؛ بنابراین این شهر بعداً بخشی از پادشاهی خودخوانده هاشمی حجاز شد.

### فتح از سوی عربستان و تاریخ معاصر
طائف مدت زیادی در دست هاشمی نماند. تنش بین پادشاه حجاز، حسین بن علی، و عبدالعزیز آل سعود، امیر نجد و حسا، به زودی به خشونت کشیده شد. اگرچه در سال ۱۹۱۹ خصومت‌ها فروکش کرد، اما تا سپتامبر ۱۹۲۴، شبه نظامیان اخوان تحت حمایت عربستان سعودی، تحت رهبری سلطان بن بجاد العتیبی و خالد بن لوایع، آماده حمله به طائف بودند. قرار بود علی بن حسین، پسر شاه، از شهر دفاع کند، اما او وحشت‌زده با سپاهیانش فرار کرد. سیصد نفر از مردان علی توسط اخوان کشته شدند که به قتل‌عام طائف معروف شد. در سال ۱۹۲۶، عبدالعزیز آل سعود رسماً به عنوان پادشاه جدید حجاز شناخته شد. طائف بخشی از پادشاهی حجاز باقی ماند تا اینکه عبدالعزیز آل سعود دو پادشاهی خود را متحد کرد و آنها را در پادشاهی عربستان سعودی در سال ۱۹۳۲ تحکیم کرد. در سال ۱۹۳۴ قراردادی در اینجا امضا شد که خطوط مرزی بین یمن و پادشاهی سعودی را تعیین کرد. خود پادشاه نیز بعداً در تاریخ ۹ نوامبر ۱۹۵۳ در طائف مرد.
طائف زمانی که سعودی‌ها کنترل آن را در دست گرفتند، هنوز کمی بیشتر از یک شهر قرون وسطایی نبود. با این حال، آنها بعداً پروژه نوسازی شهر را آغاز کردند. اولین ژنراتور برق عمومی عربستان سعودی در اواخر دهه ۱۹۴۰ در طائف راه اندازی شد. برای درآوردن شهر از انزوا، ساخت جاده به آن آغاز شد و در سال ۱۹۶۵ ملک فیصل ۵۴ مایل (۸۷ کیلومتر) و بزرگراه کوهستانی بین مکه و طائف، که اکنون بخشی از بزرگراه ۱۵ است و به جاده طائف الهدا معروف است. در سال ۱۹۷۴، بزرگراه طائف - آبها – جیزان به طول تقریبی ۶۵۰ کیلومتر، بخشی از بزرگراه ۱۵ به بهره‌برداری. در جنگ خلیج فارس در سال ۱۹۹۱، طائف از نظر ارتباطات چنان شهری مدرن بود که به عنوان محل شبکه تلویزیونی و رادیویی گروه رندون انتخاب شد که در زمان اشغال عراق برای ارتباط با کویت استفاده می‌شد.

## جغرافیا

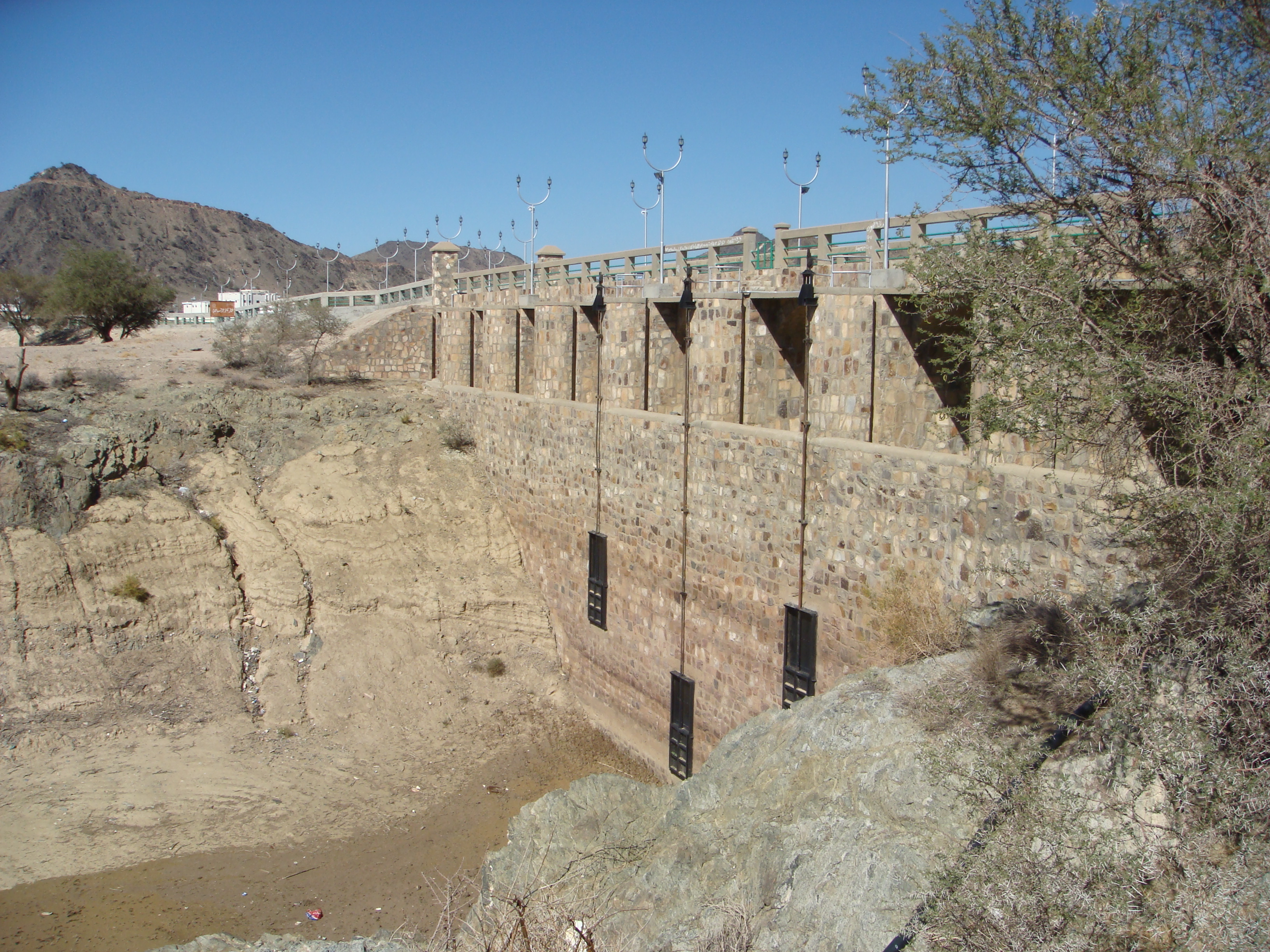
سد تاریخی در طائف

کل استان طائف بر روی دره ای مرتفع واقع شده‌است که از باختر و جنوب توسط کوه‌های حجاز (بخشی از کوه‌های صراوات) احاطه شده‌است. این شهر در ارتفاع ۱۸۷۹ واقع شده‌است متر (6165 ft) بالاتر از سطح متوسط دریا. برای مقایسه، کوه‌های اطراف که طائف را از روستاهای مجاور مانند الهدا و الشفا جدا می‌کند، ارتفاعی بین ۲۰۰۰ تا ۳۵۰۰ متر دارند (۶۵۶۰–۱۱۴۸۵). فوت). معروف است که طائف قبلاً وادی‌های زیادی با آب روان داشته‌است که وجود سدهایی در کنار بسیاری از آنها نشان می‌دهد.

### آب و هوا
طائف دارای آب و هوای گرم بیابانی (طبقه‌بندی آب و هوای کوپن BWh) با تابستان‌های گرم و زمستان‌های معتدل است. دما در تابستان به اندازه مناطق کم‌ارتفاع عربستان سعودی شدید نیست. هوا در طائف در طول تابستان بسیار خنک تر از سایر مناطق عربستان سعودی، به ویژه ریاض است. بارندگی کم است، اما در همه ماه‌ها مقداری باران می‌بارد و در بهار و اواخر پاییز باران بیشتر از ماه‌های دیگر است.
| داده‌های اقلیم {{{location}}} | داده‌های اقلیم {{{location}}} | داده‌های اقلیم {{{location}}} | داده‌های اقلیم {{{location}}} | داده‌های اقلیم {{{location}}} | داده‌های اقلیم {{{location}}} | داده‌های اقلیم {{{location}}} | داده‌های اقلیم {{{location}}} | داده‌های اقلیم {{{location}}} | داده‌های اقلیم {{{location}}} | داده‌های اقلیم {{{location}}} | داده‌های اقلیم {{{location}}} | داده‌های اقلیم {{{location}}} | داده‌های اقلیم {{{location}}} |
| ماه                          | ژانویه                       | فوریه                        | مارس                         | آوریل                        | مه                           | ژوئن                         | ژوئیه                        | اوت                          | سپتامبر                      | اکتبر                        | نوامبر                       | دسامبر                       | سال                          |
| ---------------------------- | ---------------------------- | ---------------------------- | ---------------------------- | ---------------------------- | ---------------------------- | ---------------------------- | ---------------------------- | ---------------------------- | ---------------------------- | ---------------------------- | ---------------------------- | ---------------------------- | ---------------------------- |
| [ نیازمند منبع ]             |                              |                              |                              |                              |                              |                              |                              |                              |                              |                              |                              |                              |                              |

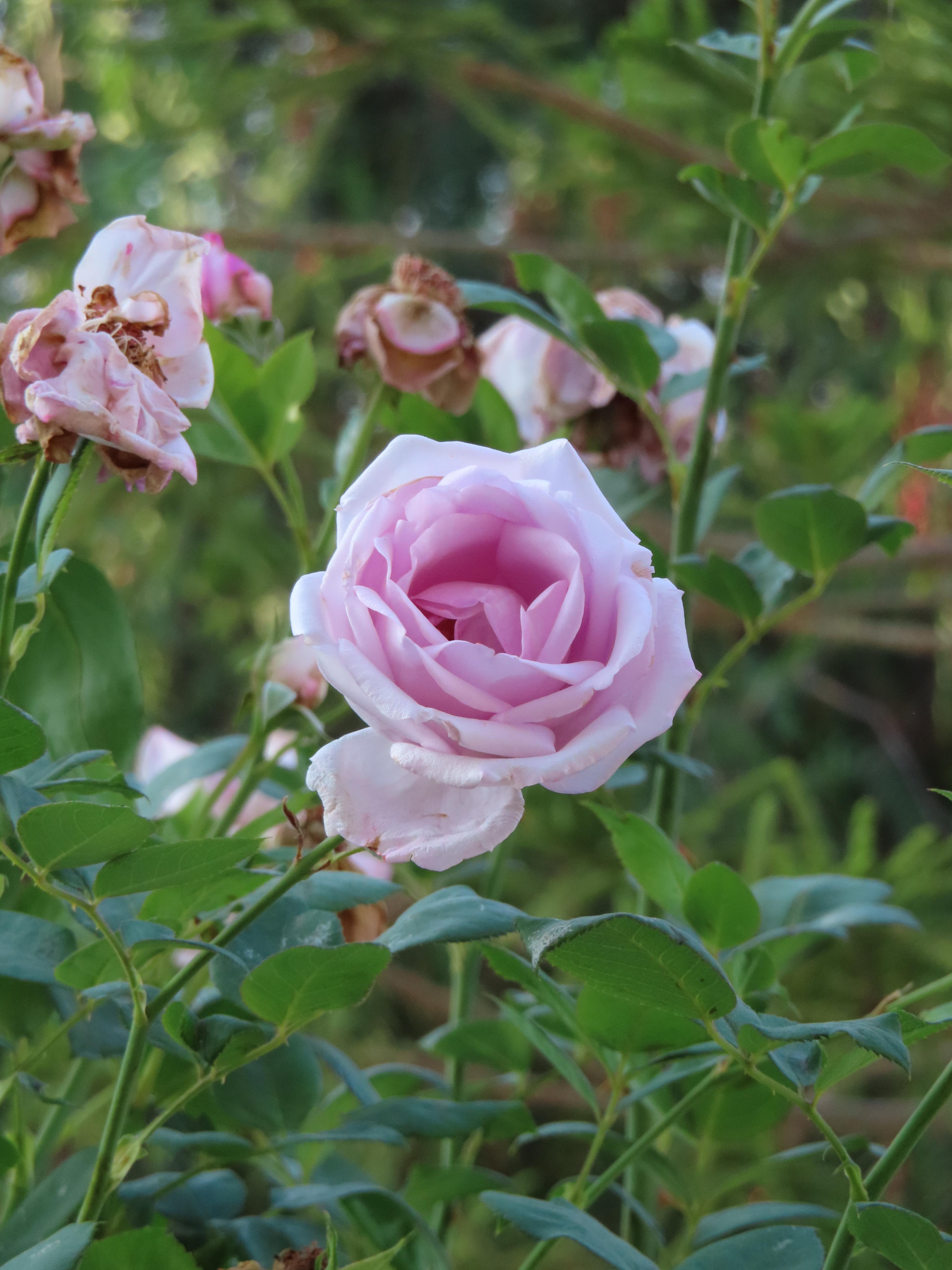
گل محمدی دمشقی (R. damascena trigintipetala) گل در طائف

از نظر تاریخی، اقتصاد طائف به کشاورزی و کشت گل رز وابسته بود که در سراسر آسیای مرکزی و ماوراءالنهر تجارت می‌شد.
اقتصاد امروزی طائف هنوز هم بیشتر به کشاورزی و عطرسازی وابسته است، اما یک پروژه متنوع سازی فزاینده برای مبارزه با وابستگی شدید شهر به این دو صنعت در حال انجام است. به دلیل کشت غلاتی مانند گندم و باغات میوه در این شهر، آن را «باغ حجاز» نامیده‌اند. روغن گل‌سرخ مقطر از گیاه رزا × دمشق به‌طور سنتی در خاورمیانه به عنوان عطر و معمولاً به عنوان عطر مردانه استفاده می‌شده‌است و به دلیل کشت آن در طائف، نام «رز طائف» را به خود گرفته‌است. "
در ۱ اکتبر ۲۰۱۷، ملک سلمان پادشاه عربستان سعودی پروژه «طائف جدید» را افتتاح کرد، پروژه ای ۳٫۹ میلیارد دلاری با هدف ایجاد یک فرودگاه بین‌المللی جدید در شهر، به نام فرودگاه بین‌المللی طائف، نوسازی و بازسازی. نوسازی سوق عکاظ تاریخی، ایجاد واحه فناوری، که انتظار می‌رود شامل کارخانه تولید و مونتاژ هواپیمای آنتونوف، فرودگاه صنعتی با باند ۳٫۵ کیلومتری، مزرعه خورشیدی به مساحت ۲۵۰۰۰ مربع باشد. متر (۲۶۹٬۱۰۰ فوت مربع) انتظار می‌رود ۳۰ تولید کند مگاوات برق تولید کند، حومه مسکونی، که انتظار می‌رود شامل ۱۰۰۰۰ واحد مسکونی باشد، شهر صنعتی، یک شهر صنعتی به مساحت ۱۱ کیلومتر مربع (۴٫۲۵ مایل مربع) با مجتمعی برای سنگین، صنایع متوسط و سبک همراه با یک مرکز آموزش حرفه ای، و دانشگاه شهر، ۱۶ کیلومتر مربع (۶٫۲ مایل مربع) دانشگاه پیش‌بینی شده‌است که در پارک ملی سعید ساخته شود.

## فرهنگ

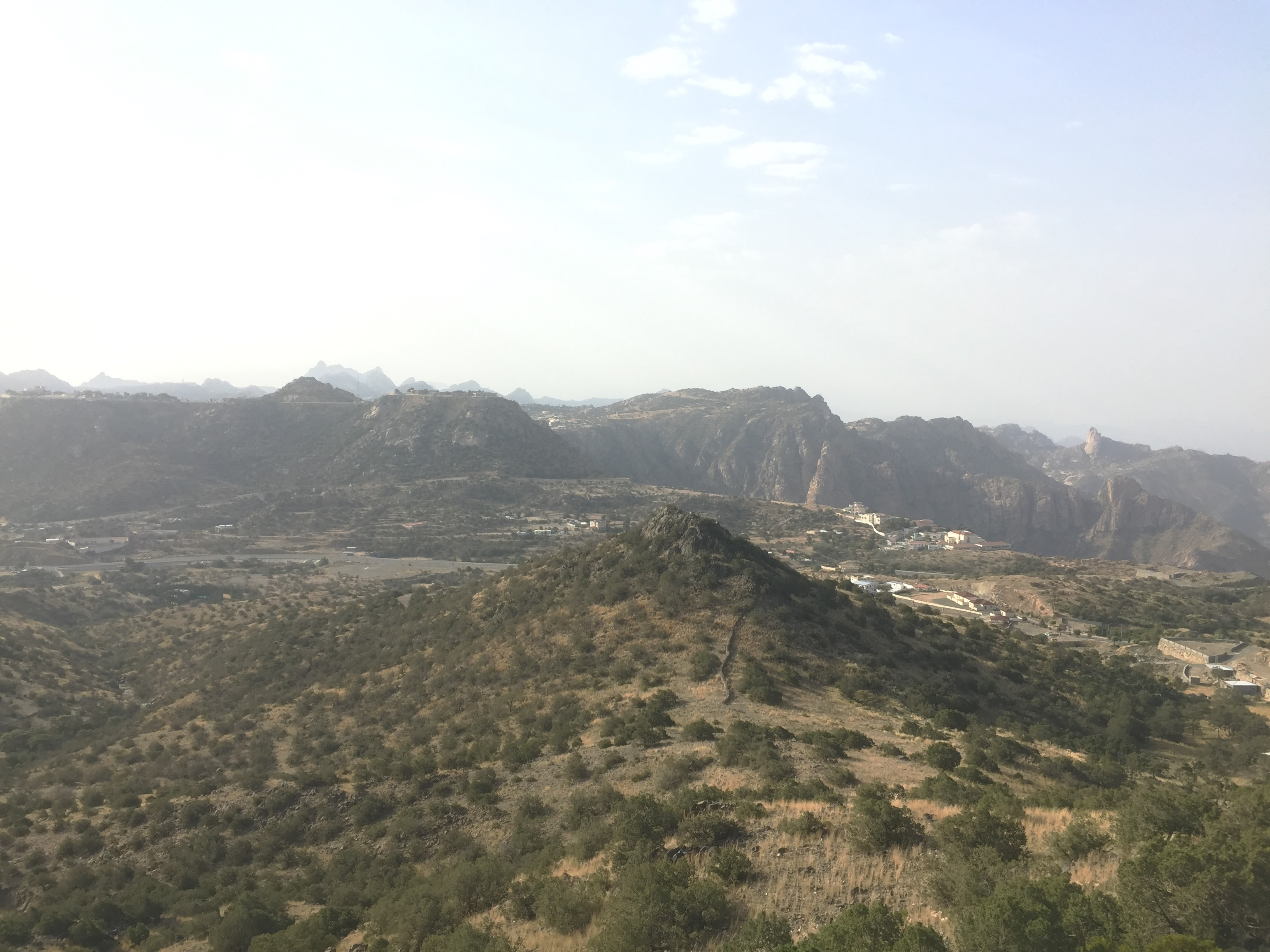
جبل دکه نزدیک الشفا

قوم مشهور تاریخی ثقیف هنوز در شهر طائف و اطراف آن زندگی می‌کنند. عتیبه یکی دیگر از قبیله‌های عدنانی است که هنوز در طائف زندگی می‌کنند. بنی حارث یکی از قبایل عرب قحطانی است که در اطراف طائف در عربستان سعودی زندگی می‌کنند. این قبیله مدعی منطقه بسیار وسیعی در اطراف شهر در منطقه بین طائف و قنفذه در عربستان سعودی است. ثو الاسباء العدوانی شاعری عرب و خردمند از قبیله بنی عدوانی بود که از نظر تاریخی در نواحی شمالی طائف زندگی می‌کردند. علاوه بر این، بنی ثابت افرادی هستند که از تبار ثابت هستند و این قبیله در اصل جزئی از قبیله هوازین هستند.
دیگر شخصیت‌های مهم اسلامی
- عثمان بن عفان (۵۷۹–۶۵۶) - سومین خلیفه راشدین و داماد محمد
- مختار ثقفی (۶۲۲-۶۸۷)- حاکم کوفه و مؤسس قیام علیه حکومت اموی
- الحجاج بن یوسف (۶۶۱–۷۱۴) - فرماندار و ژنرال عصر اموی عراق
- محمد بن قاسم (۶۹۵–۷۱۵) - ژنرال اموی که مناطق سند و پنجاب را در کنار رود سند فتح کرد.
- الحر بن عبدالرحمن چهارمین فرمانروای اندلس در زمان حکومت امویان

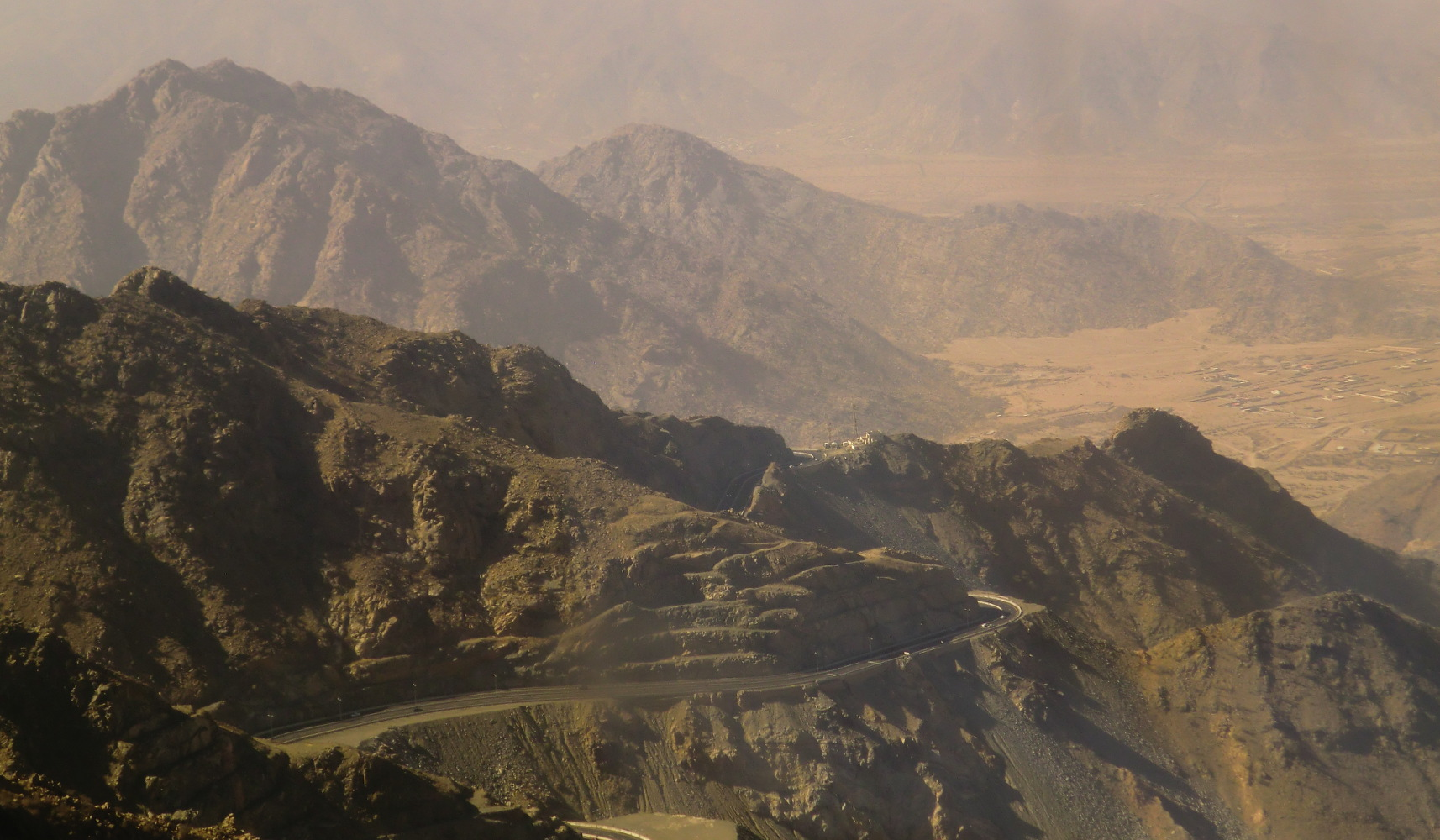